# ياسر الأطرش
ياسر الأطرش شاعر وكاتب صحفي سوري، ومقدم برنامج (ضمائر متصلة) على قناة سوريا.

## حياته
ولد في مدينة سراقب في محافظة إدلب السورية، وهو عضو اتحاد الكتاب العرب منذ العام 1999 وحتى العام 2012، حيث كان من ضمن عدد قليل من الأدباء الذين قدموا استقالتهم احتجاجاً على وقوف الاتحاد إلى جانب النظام السوري.
وهو عضو رابطة الكتاب السوريين. اشتغل في الصحافة ككاتب مستقل لأكثر من عشرين عاماً، تخللها شغله منصب رئيس تحرير وسكرتير تحرير في صحف إلكترونية مستقلة ومعارضة.
صدر له مجموعة كتب في الشعر، وحاز على أكثر من ثلاثين جائزة أدبية عربية ومحلية.
شارك في عام 2007 ببرنامج أمير الشعراء وتأهل إلى مرحلة النهائيات. تم منحه درع ولقب «شاعر الحرية» من بين ثلاثة شعراء في مسابقة أقامتها قطر عام 2011.
أُدرجت له قصيدة في المناهج السورية في 2017 رغم معارضته للنظام السوري، صرح المسؤولون السوريون لاحقاً أنهم لم يدركوا أنه معارض.

## أعماله
- قشٌّ ضفائرها لعُشكْ (1994).
- لمهيار أرجوحة من حمام (1996).
- من القش حتى سقوط الحمام (1998).
- بين السر وما يخفى (2000).
- قصائد حب دمشقية (2000) – مجموعة مشتركة.
- وقلبي رغيف دم مستدير (2002).
- كلا (2004).
- أنا إنسان (2013).
- قاموس الضوء (2015).
- وإني قليل فكوني كثيري (2016).
- في هجاء البلاد (2018).[1]
- أكاذيب نحبها (2023).[6]
- عمر مستأجر (2023)[7]

## الجوائز
- جائزة د.سعاد الصباح للإبداع الأدبي 1995 الكويت.
- جائزة الأمم المتحدة – اليونيسيف – لأدب الأطفال 2002 دمشق.
- جائزة ربيعة الرقي للشعر أعوام 1997- 2001- 2005.
- جائزة المزرعة لأدب الأطفال 2002 السويداء.
- جائزة عكاظ للشعر أعوام 1995 – 1999 – 2001.
- جائزة مهرجان الشيخ بدر أعوام 2003 – 2006.
- جائزة أبي العلاء المعري للشعر أعوام 2001 - 2002.
- جائزة أثير الشعرية - المركز الثالث عام 2016.